# Regionales Schutzgebiet Chuyapi Urusayhua
Das Regionale Schutzgebiet Chuyapi Urusayhua, span. Área de Conservación Regional Chuyapi Urusayhua, befindet sich in der Region Cusco in Zentral-Peru. Das Schutzgebiet wurde am 24. März 2021 eingerichtet. Die Regionalregierung von Cusco ist die für das Schutzgebiet zuständige Behörde. Das Schutzgebiet besitzt eine Größe von 801,91 km². Es dient der Erhaltung einer Berglandschaft östlich der Cordillera Vilcabamba sowie westlich des Río Urubamba. Namengebend für das Schutzgebiet sind der linke Urubamba-Nebenfluss Río Chuyapi sowie die westlich des Río Urubamba gelegene Erhebung Cerro Urusayhua (3067 m).

## Lage
Das Schutzgebiet befindet sich in den Distrikten Echarati, Santa Ana und Vilcabamba der Provinz La Convención. Es erstreckt sich über eine Berglandschaft, die zwischen den Flussläufen von Río Vilcabamba im Süden, Río Urubamba im Osten und im Norden sowie Río Cushireni im Westen liegt. Die höchste Erhebung im Schutzgebiet bildet der 4543 m hohe Nevado Cirialo.
Das Areal lässt sich durch folgende Koordinaten grob beschreiben:
(, 
,
,
,
,
,
,
,
,
,
).

## Bedeutung
Zur Fauna des Gebietes gehören der Puma, der Jaguar, der Brillenbär, der Quetzal, der Andenfelsenhahn und der Gebirgsara. Im Schutzgebiet wurden 936 Pflanzenarten sowie 619 Tierarten erfasst. Zu den Tierarten zählen 83 Säugetierarten, 412 Vogelarten, 30 Amphibienarten, 22 Reptilienarten, 39 Schmetterlinge sowie eine Skorpionart. 34 Pflanzenarten sowie 40 Tierarten kommen nur in Peru vor. 